# Soy tu dueña
Soy tu dueña (doslova Jsem tvoje paní) je mexická telenovela produkovaná společností Televisa a vysílaná na stanici Las Estrellas v roce 2010. V hlavních rolích hráli Lucero, Gabriela Spanic, Fernando Colunga, Sergio Goyri, Jacqueline Andere, Ana Martín a Eduardo Capetillo.

## Obsazení
| Lucero            | Valentina Villalba Rangel-Montesinos |
| Fernando Colunga  | José Miguel Montesinos               |
| Gabriela Spanic   | Ivana Dorantes Rangel                |
| Sergio Goyri      | Rosendo Gavilán                      |
| Jacqueline Andere | Leonor de Montesinos                 |
| Ana Martín        | Benita Garrido                       |
| Eduardo Capetillo | Horacio Acosta                       |